# Средняя Солонцовка
Сре́дняя Солонцо́вка — деревня в Красноярском районе Самарской области. Входит в состав сельского поселения Красный Яр.

## География
Деревня находится на левом берегу реки Сок, на расстоянии примерно 4 км (по прямой) к северо-востоку от села Красный Яр, административного центра района.

### Часовой пояс
Деревня Средняя Солонцовка, как и вся Самарская область, находится в часовой зоне МСК+1. Смещение применяемого времени относительно UTC составляет +4:00.

## Население
| 2010 |
| ---- |
| 34   |

### Национальный состав
Согласно результатам переписи 2002 года, в национальной структуре населения русские составляли 87 % из 47 чел.

## Улицы
В деревне имеется одна улица: Озёрная. 